# 3e corps (Royaume-Uni)
Pour les articles homonymes, voir 3e corps d'armée.
Le IIIe corps est une unité militaire du Royaume-Uni, plus spécifiquement un corps de commandement de l'armée de terre britannique (British Army). Ce corps d'armée a existé comme une formation active de la British Army pendant la Première Guerre mondiale et la Seconde Guerre mondiale.

## Avant la Première Guerre mondiale
En 1876, un plan de mobilisation de huit corps d'armée a été publié, le « 3e corps » ayant son siège à Croydon et composé des régiments de la garde. En 1880, son ordre de bataille était :
- 1re Division (Croydon)
  - 1re brigade (Londres)
    - 1er Bn. Grenadier Guards (caserne Wellington), 2e Bn. Coldstream Guards (la tour), 2e Bn. Gardes écossais (Chelsea)

  - 2e brigade (Croydon)
    - 3e Bn. Grenadier Guards (Chelsea), 1er Bn. Coldstream Guards (Shorncliffe), 1er Bn. Gardes écossais (caserne Wellington)

  - Troupes divisionnaires
    - 1er Bn. 60e Foot (Winchester), Staffordshire Yeomanry (Lichfield), 9e Company Royal Engineers (Chatham)

  - Artillerie
    - C / 5e brigade RA (Ipswich), B / 5e brigade RA (Chatham), B / 6e brigade RA (Woolwich)
- 2e division (Red Hill)
  - 1re brigade (Red Hill)
    - Milice de Kilkenny (Kilkenny), Milice du comté de King (Parsonstown), Milice du comté de Limerick (Limerick)

  - 2e brigade (Red Hill)
    - 1re milice de Surrey (Richmond), 2e milice de Surrey (Guildford), 3e milice de Surrey (Kingston)

  - Troupes divisionnaires
    - Milice Tyrone (Omagh), Warwickshire Yeomanry (Warwick)

  - Artillerie
    - L / 3e brigade RA (Hilsea), L / 4e brigade RA (Hilsea), C / 6e brigade RA (Woolwich)
- 3e division (Tunbridge Wells)
  - 1re brigade (Tunbridge Wells)
    - Milice du Kent occidental (Maidstone), 4e milice du Middlesex (Hounslow), milice de Londres (Londres)

  - 2e brigade (Maidstone)
    - Milice de l'Est Middlesex (Hounslow), 2e milice du Middlesex (Barnet), 3e milice du Middlesex (Turnham Green)

  - Troupes divisionnaires
    - Milice du Sussex (Chichester), Leicestershire Yeomanry (Leicester)

  - Artillerie
    - B / 1re Brigade RA (Shorncliffe), C / 1re Brigade RA (Shorncliffe)
- Brigade de cavalerie (Ashford)
  - 1re Life Guards (Londres), 2e Life Guards (Windsor), Royal Horse Guards (Londres), East Kent Yeomanry (Canterbury), K Battery B Brigade RHA (Canterbury)
- Artillerie de corps (Croydon)
  - K Battery A Brigade RHA (Exeter), F Battery B Brigade RHA (Exeter)

Ce régime avait été abandonné en 1881. Le mémorandum de Stanhope de 1891 (rédigé par Edward Stanhope en tant que secrétaire d'État à la guerre) établissait la politique selon laquelle, après avoir prévu des garnisons et l'Inde, l'armée devrait être en mesure de mobiliser trois corps d'armée pour la défense intérieure, deux de troupes régulières et un en partie de la milice, chacune de trois divisions. Les estimations de l'armée de 1901 introduites par St John Brodrick ont permis la création de six corps d'armée basés sur les six commandements régionaux (Aldershot, Southern, Irish, Eastern, Northern et Scottish). À partir du 1er octobre 1901, le duc de Connaught détenait les doubles commandements du CinC Ireland et du GOCinC IIIe Corps. Sous l'Ordre de l'Armée n ° 38 de 1907, le titre IIIe corps a disparu, mais le Commandement irlandais a été constitué comme un corps comprenant la 3e brigade de cavalerie, la 5e division d'infanterie et la 6e division d'infanterie.

## Première Guerre mondiale
La planification d'avant-guerre pour le Corps expéditionnaire britannique (BEF) ne prévoyait pas de quartier général intermédiaire entre le GHQ et les six divisions d'infanterie. Cependant, lors de la mobilisation, la décision a été prise de se conformer à l'organisation du corps d'armée en deux divisions employée par les armées françaises aux côtés de laquelle le BEF devait opérer et les QG des corps devaient donc être improvisés. Le QG du IIIe corps fut formé en France le 31 août 1914 sous Sir William Pulteney, reprenant la 4e division, dont une partie avait déjà combattu au Cateau, et la 6e division, arrivée début septembre. Il a d'abord été engagé dans la première bataille de la Marne, et est resté sur le front occidental tout au long de la Grande Guerre.

### Composition pendant la Première Guerre mondiale
La composition du corps d'armée changeait fréquemment. Quelques ordres de bataille représentatifs du IIIe Corps sont donnés ici.
Tel qu'il était initialement constitué:
Officier général commandant : Major général William Pulteney
- Brigadier général, état-major: J. P. Du Cane
- Brigadier général, Artillerie royale : E. J. Phipps-Hornby, VC
- Colonel, Royal Engineers : Brigadier-général F. M. Glubb
- 4e division
- 6e division
- 19e brigade indépendante (attachée au IIIe corps le 6 octobre 1914 ; devenue partie de la 6e division le 12 octobre 1914[7])

Ordre de bataille au début de la bataille de la Somme, 1er juillet 1916:
Officier général commandant : Lieutenant général Sir William Pulteney
- 8e division
- 19e division (Western)
- 34e division

Ordre de bataille lors de la dernière avance en Artois, le 8 octobre 1918:
Officier général commandant: Lieutenant-général Richard Butler
- 55e division (West Lancashire)
- 74e division (Yeomanry)

## Seconde Guerre mondiale
Pendant la Seconde Guerre mondiale, le IIIe corps fut formé en France sous le commandement du lieutenant général Sir Ronald Forbes Adam pour contrôler les forces du corps expéditionnaire britannique, après que l'expansion de cette force eut rendu le contrôle par seulement deux quartiers généraux de corps encombrants. Le Corps a été retiré de Dunkerque après la défaite des forces britanniques par les Allemands en mai 1940.

### Composition pendant la Seconde Guerre mondiale
Ordre de bataille à Dunkerque:
GOC : Lieutenant général Sir Ronald Forbes Adam
- 42e division d'infanterie (East Lancashire)
- 44e division d'infanterie (Home Counties)
- Artillerie royale [11]
  - 5e régiment, Royal Horse Artillery [12]
  - 97e (Kent Yeomanry) régiment de campagne de l'armée
  - 51e régiment moyen (Midland)[13]
  - 56e régiment moyen (Highland)
  - 54e Régiment anti-aérien léger (Argyll et Sutherland Highlanders[14])
  - 3e régiment d'arpentage[15]
- Troupes du IIIe Corps du génie royal
  - 213e, 214e, 217e compagnies de campagne de l'armée
  - 293e Corps Field Park Company
  - 514e Corps Survey Company
- Infanterie - mitrailleuse
  - 7e bataillon, Royal Northumberland Fusiliers
  - 1 / 9e bataillon, Manchester Regiment
  - 1er bataillon, Princess Louise's Kensington Regiment, Middlesex Regiment

Après avoir commandé des forces au Royaume-Uni à la fin de 1940, depuis le Old Rectory à Whitchurch au sein du Western Command, le corps a été utilisé à des fins de tromperie. Il a fini par être transféré au Persia and Iraq Command dans le cadre de la dixième armée britannique, sous le général Sir Edward P. Quinan. Il prit le commandement d'un certain nombre de formations, y compris la 5e division d'infanterie britannique et la 56e division d'infanterie (Londres).
Le 16 octobre 1944, il devient le quartier général du lieutenant-général Ronald Scobie pour les opérations de la guerre civile grecque : à ce stade, il reçoit des formations opérationnelles. Les forces en Grèce comprenaient la 23e brigade blindée. Le 17 décembre 1944, il a été rebaptisé QG Forces terrestres et liaison militaire (Grèce).

## Commandant des officiers généraux
Les commandants ont inclus :
De 1901 à 1905, le commandant des troupes en Irlande était également commandant du 3e corps d'armée.
- 1er octobre 1901: Général le duc de Connaught et Strathearn
- 10 mai 1904 : Général The Lord Grenfell
- Août 1914 - février 1918 : Lieutenant-général William Pulteney[18]
- Février - septembre 1918 : Lieutenant-général Richard Butler[19]
- 1939 - juin 1940 : Lieutenant-général Ronald Adam
- Juin - novembre 1940 : Lieutenant-général James Marshall-Cornwall
- 1940 - 1943 : Lieutenant-général Desmond Anderson (en)
- Décembre 1943 - décembre 1944 : Lieutenant-général Ronald Scobie